# Тукан бразильський
Тукан бразильський (Selenidera gouldii) — вид дятлоподібних птахів родини туканових (Ramphastidae).

## Назва
Вид названо на честь англійського орнітолога Джона Гульда (1804—1881).

## Поширення
Вид поширений в Бразилії в південно-східній частині Амазонії. Ізольована популяція знаходиться на півночі штату Сеара.

## Спосіб життя
Харчується плодами і насінням. Також споживає комах, інших безхребетних і деяких дрібних хребетних.